# Інят
Іня́т (рос. Инят, ерз. Инят) — село у складі Лямбірського району Мордовії, Росія. Входить до складу Аксьоновського сільського поселення.

## Населення
Населення — 249 осіб (2010; 246 у 2002).
Національний склад (станом на 2002 рік):
- татари — 99 %